# Accademia russa di belle arti

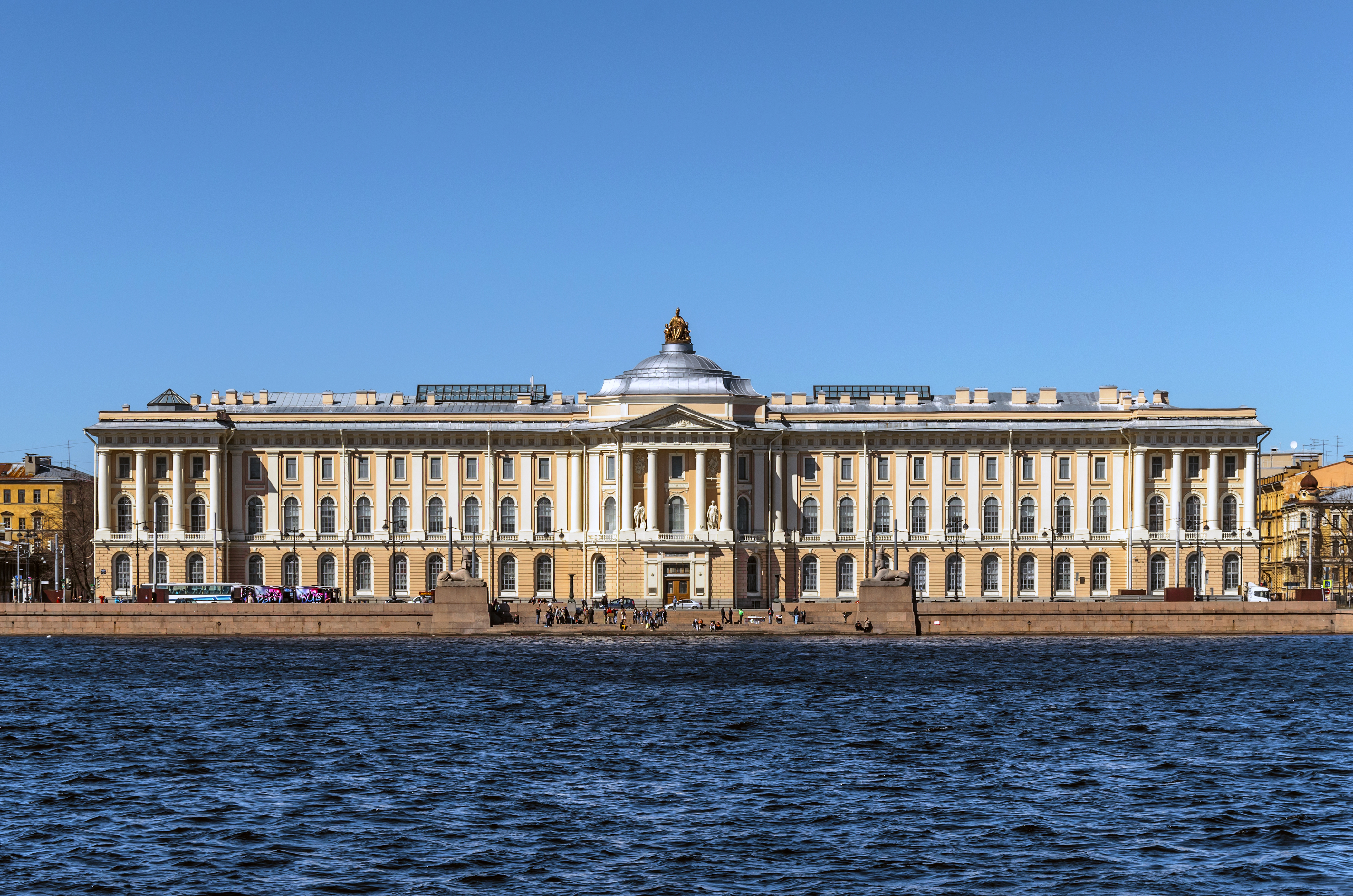
La storica sede dell'Accademia Russa delle Belle Arti a San Pietroburgo.

L'Accademia russa di belle arti (in russo Императорская Академия художеств?) fu istituita a San Pietroburgo nel 1757 come succursale dell'Università di Mosca dal conte Ivan Šuvalov su ordine di Elisabetta I di Russia e divenne autonoma nel 1763, durante il regno di Caterina la Grande.
La prima sede si trovava sulla Nevskij Prospekt, ma dal 1764 si trova in un edificio appositamente costruito sull'Universitetskaja Naberežnaja  dell'isola Vasil'evskij, affacciato sulla Neva all'altezza del ponte Liutienant Šmidt. Il palazzo che la ospita, a pianta quadrata con un cortile ellittico al proprio interno, fu costruito su progetto degli architetti Aleksander Filippovič Kokorinov e Jean-Baptiste Michel Vallin de La Mothe.